# Basílica de Santa Maria na Via Lata
Santa Maria in Via Lata ou Igreja de Santa Maria na Via Lata é uma antiga igreja na Via del Corso (a antiga Via Lata) em Roma, Itália. Ela está muito próxima da igreja de San Marcello al Corso.
O cardeal-diácono da diaconia de Santa Maria na Via Lata é Fortunato Frezza, o responsável pelo Pontifício Conselho para a Promoção da Unidade dos Cristãos.

## História
Acredita-se tradicionalmente que São Paulo passou dois anos neste local, na cripta abaixo da igreja, enquanto esperava em prisão domiciliar por seu julgamento, uma tradição que conflita com outra, observada em San Paolo alla Regola.
O primeiro local de devoção cristão no local data do século V, um oratório que ficava no edifício romano que atualmente está debaixo da igreja moderna. Ele foi construído dentro de um grande armazém romano, que tinha por volta de 250 metros de comprimento, que também foi alvo de escavações no local. O andar superior da igreja foi acrescentado no século IX e os murais do andar térreo são dos séculos VII a IX (destacados para garantir a conservação). O piso cosmatesco desta mesma época ainda está in situ.
Ao ícone do século XIII da igreja, conhecido como "Virgem Advogada", atribui-se muitos milagres e as relíquias do século III do diácono e mártir Agápito repousam sob ele. O Arcus Novus, um arco triunfal construído pelo imperador romano Diocleciano em 303/4), que ficava neste local, foi destruído durante a reconstrução da igreja no final do século XV (c. 1491). Antonio Tebaldeo, poeta e amigo de Rafael foi enterrado no final do corredor norte em 1537, mas o túmulo em si foi projetado e instalado apenas em 1776.
A igreja foi reformada novamente em 1639 por Cosimo Fanzago, mas a fachada, com suas colunas coríntias imprimindo uma forte ênfase vertical, foi completada entre 1658 e 1660 com base num projeto de Pietro da Cortona e parece evocar um arco triunfal. A peça-de-altar do altar-mor, "Madonna Advocata" (1636), é uma das poucas pinturas ainda em igrejas atribuídas a Bernini (mas que pode ser de Santi Ghetti também). O cibório, em alabastro e lápis-lazúli, está na abside. As primeiras escavações no local são desta época, como comemora uma inscrição em relevo na cripta de Cosimo Fancelli. As famílias de José e Luciano Bonaparte foram enterradas ali no século XVIII.
Ao longo do flanco direito da nave, a primeira peça-de-altar é um "Martírio de Santo André" (1685), de Giacinto Brandi; a segunda é "Santos Giuseppe, Nicola e Biagio", de Giuseppe Ghezzi. Na capela à esquerda da abside está uma "Madona com o Menino" e os santos Ciríaco e Catarina", de Giovanni Odazzi. O segundo altar à esquerda abriga "São Paulo batiza Santa Sabina e seus filhos", de Pier Leone Ghezzi; a primeira, a "Virgem e os santos Lourenço e Antônio", de Pietro de Pietri. Entre as seis pinturas ovais no flanco direito da nave estão obras de P. de Pietri e Agostino Masucci. Do lado esquerdo estão outras cinco, de P. de Pietri, Masucci e Giovanni Domenico Piastrini.
No altar da cripta está um baixo relevo em mármore de Cosimo Fancelli.

## Galeria

Imagens da igreja
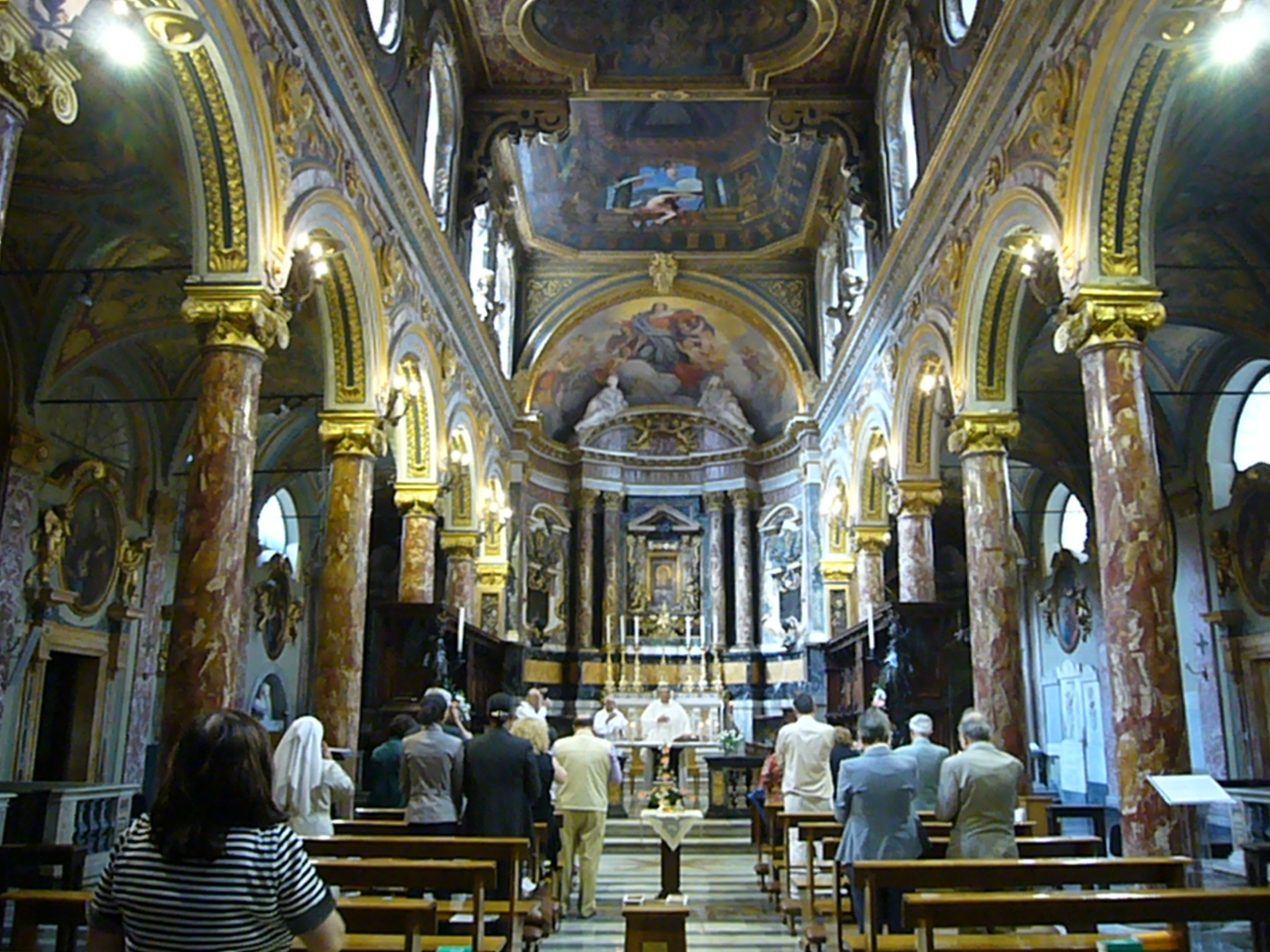
Vista do interior
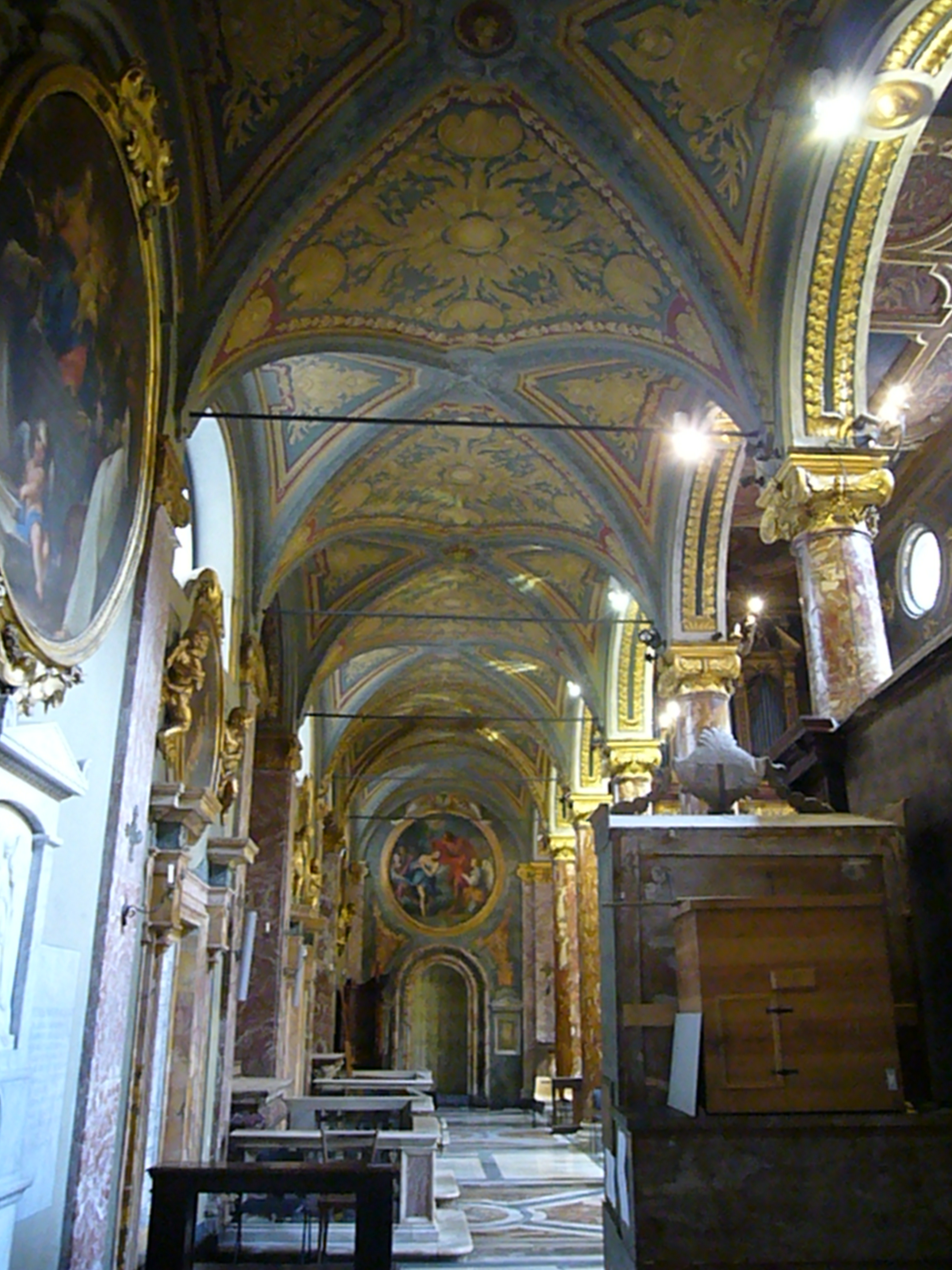
Um dos corredores
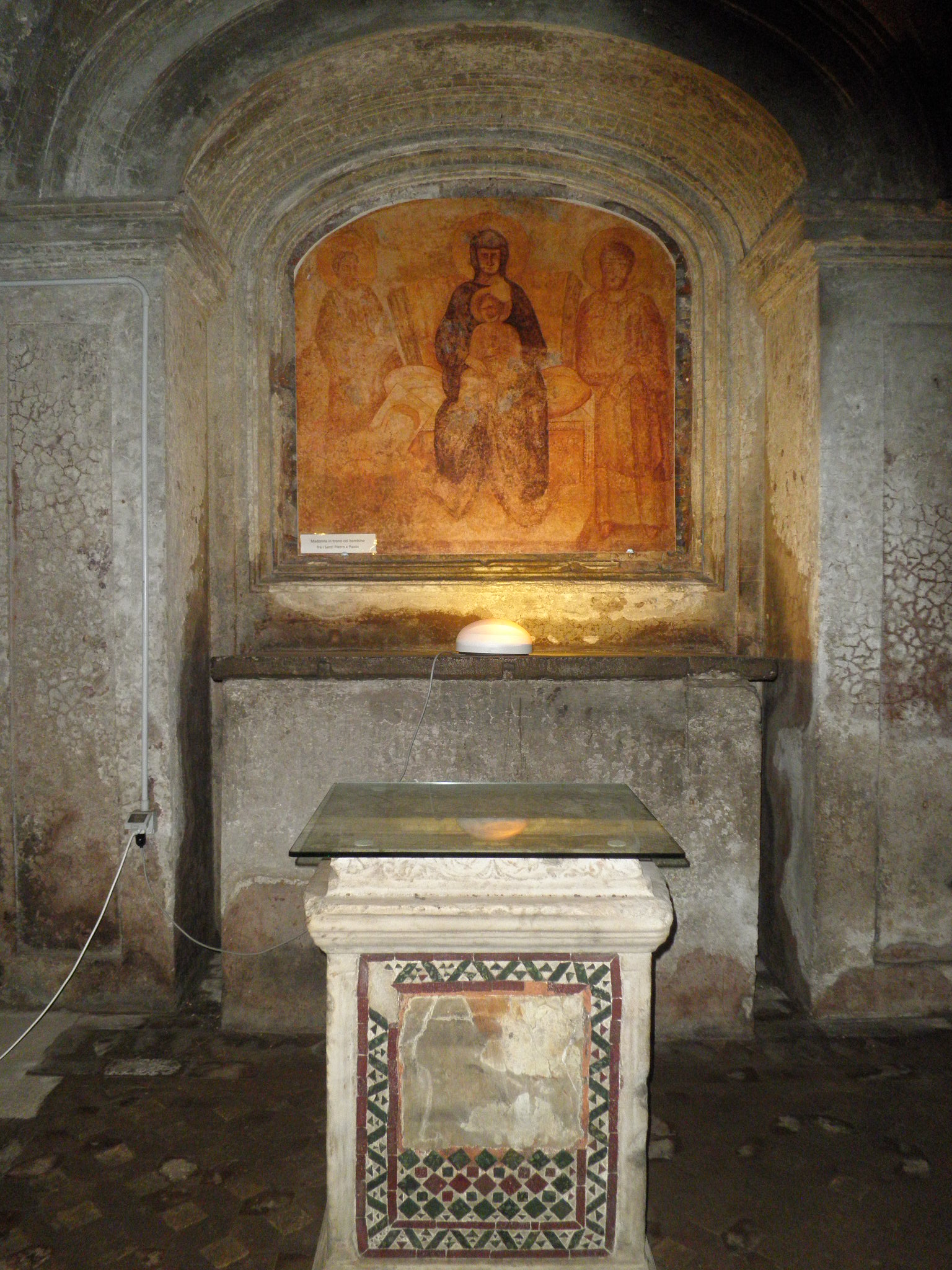
Altar no oratório da cripta
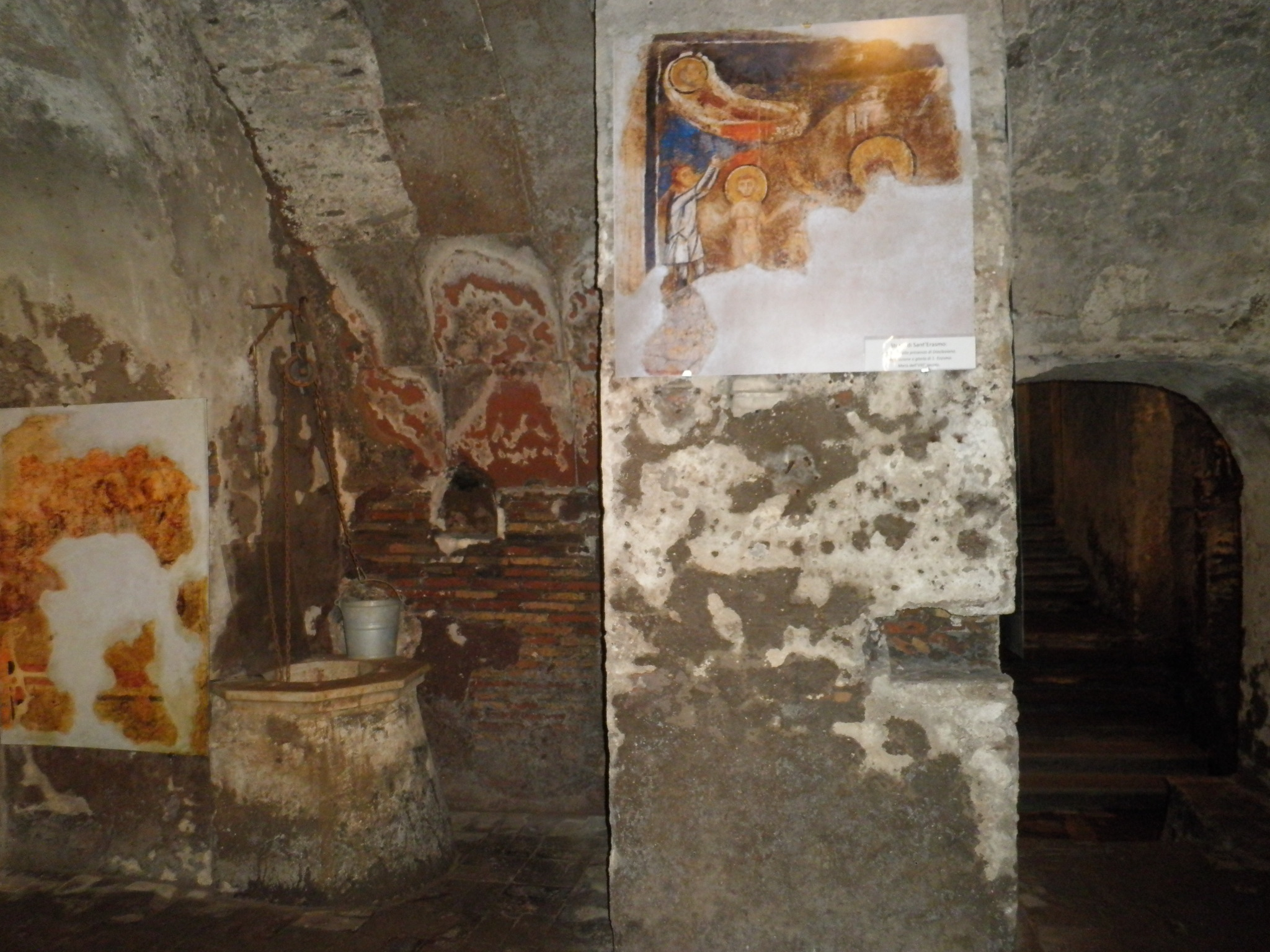
Afrescos dos séculos VII-IX (conservados em outro lugar) na cripta